# Olga Alexandrova
Olga Alexandrova (en ucraniano: Ольга Александрова; nacida en Ucrania, el 28 de enero de 1978) es una jugadora de ajedrez que representa actualmente a España. Alcanzó la categoría de maestro internacional y Gran Maestro Femenino. Está casada con el gran maestro internacional Miguel Illescas.

## Resultados destacados en competición
Fue campeona de Ucrania femenina en el año 2004 en Alushta, y fue tercera en el campeonato de España en el año 2011 en Arenal del Castillo, consiguiendo la mejor clasificación de una mujer en la historia de los campeonatos de España absolutos.
Participó representando a Ucrania en las Olimpíadas de ajedrez en una ocasión en el año 2004 en Calviá y representando a España en el Campeonato de Europa de ajedrez por equipos en una ocasión, en el año 2011 en Porto Carras.
En 2012 ganó el 1er puesto en el torneo femenino UNAM “Grandes Maestras” en México. En 2013 y 2014 fue Campeona de España femenina.